# Урбана
Урбана (італ. Urbana, вен. Urbana) — муніципалітет в Італії, у регіоні Венето, провінція Падуя.
Урбана розташована на відстані близько 380 км на північ від Рима, 75 км на захід від Венеції, 45 км на південний захід від Падуї.
Населення — 2044 особи (2021).
Щорічний фестиваль відбувається 16 жовтня. Покровитель — San Gallo.

## Демографія
Населення за роками:

Станом на 1 січня 2023 року в муніципалітеті офіційно проживало 78 іноземців з 9 країн, серед них 14 громадян країн Євросоюзу та 2 громадяни України.

## Сусідні муніципалітети
- Бевілаккуа
- Казале-ді-Скодозія
- Мерлара
- Монтаньяна
- Терраццо